# تکفا
طرح تکفا (طرح توسعه و کاربرد فناوری ارتباطات و اطلاعات ایران) اولین طرح جامع ICT (ارتباطات و فناوری اطلاعات) در کل کشور ایران است که معادلی از "دستور کار ملی فناوری ارتباطات و اطلاعات (NICTA)" در برخی از کشورهای دیگر به‌شمار می‌رود. این طرح ملی توسط یک تیم متخصص به مدیریت نصرالله جهانگرد در سال ۱۳۸۰ تدوین و در سال ۱۳۸۱ در هیئت دولت تصویب و سپس ابلاغ شد. طرح تکفا تا انتهای دولت دوم خاتمی، اجرایی شد، اما مرحله بعدی آن موسوم به تکفا۲ در سال ۸۶ متوقف شد.
تکفا تلاش می‌کرد تمام بدنه دولت و ارگان‌های دولتی را به‌طور مؤثر به استفاده از فناوری اطلاعات و به کارگیری توان بخش خصوصی در این مورد با اختصاص بودجه ویژه‌ای تشویق کند. در سال‌های پس از آن نام وزارت پست و تلگراف و تلفن نیز به وزارت ارتباطات و فناوری اطلاعات تغییر یافت تا با نقش پیشگامانهٔ اجرای فناوری‌های مدرن در این بخش  هماهنگ باشد. تکفا موفق به ایجاد برخی از پروژه‌های عمده و افزایش سقف بازار فناوری اطلاعات در ایران شد اما پس از سال ۱۳۸۴ انتخابات ریاست جمهوری و روی کار آمدن محمود احمدی‌نژاد از اولویت‌های دولت خارج شد و موفق به ایجاد رشد پیوسته فناوری اطلاعات و ارتباطات ایران در آن‌ سال‌ها نشد.